# Zhang Xiangsen
Zhang Xiangsen (en chino: 张祥森; 5 de noviembre de 1972) es un deportista chino que compitió en halterofilia.
Participó en los Juegos Olímpicos de Atlanta 1996, obteniendo una medalla de en la categoría de 54 kg. Ganó una medalla de oro en el Campeonato Mundial de Halterofilia de 1995, en la misma categoría.

## Palmarés internacional
| Juegos Olímpicos   | Juegos Olímpicos         | Juegos Olímpicos | Juegos Olímpicos |
| Año                | Lugar                    | Medalla          | Categoría        |
| ------------------ | ------------------------ | ---------------- | ---------------- |
| 1996               | Atlanta (Estados Unidos) | Medalla de plata | 54 kg            |
| Campeonato Mundial |                          |                  |                  |
| Año                | Lugar                    | Medalla          | Categoría        |
| 1995               | Cantón (China)           | Medalla de oro   | 54 kg            |